# Posición de decorticación
La posición de decorticación, como la posición de descerebración, es una postura espontánea y anormal del cuerpo humano, útil para discernir posibles causas de alteración profunda de la conciencia (ocho puntos o menos en la escala de Glasgow). 

## Disposición anatómica
- Consiste en la flexión y aducción de los brazos sobre el pecho, con los puños cerrados, y extensión de las piernas, a la vez que rigidez generalizada del cuerpo.

## Significación clínica
- En una persona en situación comatosa, la postura sugiere una afectación neurológica grave, con daño del fáscículo cortico-espinal, que comunica el cerebro y la médula espinal.